# Laobing
El laobing es un tipo de pan plano chino (bing) sin levadura vendido en partes del norte de China y presente en la gastronomía de Pekín. A veces se le denomina panqueque chino, aunque en realidad es un tipo concreto de éste.
El laobing puede tener el tamaño de una pizza grande, sobre 1 cm de grosor, y su textura es blanda y masticable. Se hace friendo en una sartén un rebozado espeso sin levadura hecho con sal, harina y agua. La mayoría de los laobing es plana, aunque algunos pueden llevar cebolleta en la masa. Suele cortarse en porciones y servirse como plato principal, o puede saltearse con carne y verdura para obtener chaobing (panqueque chino salteado).